# 롬바르디아주의 철도역 목록
다음은 이탈리아 롬바르디아주의 철도역 목록이다. 롬바르디아의 철도역은 이탈리아의 국영 철도기업인 페로비에 델로 스타토의 자회사 레테 페로비아리아 이탈리아나와 페로비에노르드에서 소유하고 있다.

## RFI 소속
| 역명                             | 도시                   | 도               | 등급     |
| -------------------------------- | ---------------------- | ---------------- | -------- |
| 아바디아 라리아나                | 아바디아라리아나       | 레코도           | 브론즈   |
| 아비아테그라소                   | 아비아테그라소         | 밀라노도         | 실버     |
| 아콰네그라 크레모네세            | 아콰네그라크레모네세   | 크레모나도       | 브론즈   |
| 아이루노                         | 아이루노               | 레코도           | 실버     |
| 알바이라테-베르메초              | 알바이라테             | 밀라노도         | 실버     |
| 알바노 산탈레산드로              | 알바노산탈레산드로     | 베르가모도       | 브론즈   |
| 알바테-카메를라타                | 코모                   | 코모도           | 브론즈   |
| 알바테-트레칼로                  | 코모                   | 코모도           | 브론즈   |
| 알비차테-솔비아테 아르노         | 알비차테               | 바레세도         | 실버     |
| 알부차노                         | 알부차노               | 파비아도         | 브론즈   |
| 암비베레-마펠로                  | 암비페레               | 베르가모도       | 실버     |
| 안차노 델 파르코                 | 안차노델파르코         | 코모도           | 브론즈   |
| 아르체네                         | 아르체네               | 베르가모도       | 실버     |
| 아르치사테                       | 아르치사테             | 바레세도         | 실버     |
| 아르코레                         | 아르코레               | 몬차에브리안차도 | 실버     |
| 아르데노-마시노                  | 아르데노               | 손드리오도       | 브론즈   |
| 아레나 포                        | 아레나포               | 파비아도         | 브론즈   |
| 아솔라                           | 아솔라                 | 만토바도         | 브론즈   |
| 바뇰로 멜라                      | 바뇰로멜라             | 브레시아도       | 브론즈   |
| 바르비아넬로                     | 바르비아넬로           | 파비아도         | 브론즈   |
| 벨조이오소                       | 벨조이오소             | 파비아도         | 브론즈   |
| 벨라노-타르타발레 테르메         | 벨라노                 | 레코도           | 실버     |
| 베르가모                         | 베르가모               | 베르가모도       | 골드     |
| 베사나                           | 베사나인브리안차       | 몬차에브리안차도 | 실버     |
| 베스나테                         | 베스나테               | 바레세도         | 브론즈   |
| 베소초                           | 베소초                 | 바레세도         | 브론즈   |
| 비안초네                         | 비안초네               | 손드리오도       | 브론즈   |
| 비아소노-레스모 파르코           | 비아소노               | 몬차에브리안차도 | 브론즈   |
| 비수시오-비지우                  | 비수시오               | 바레세도         | 실버     |
| 보르고포르테                     | 보르고포르테           | 만토바도         | 브론즈   |
| 보르골롬바르도                   | 보르골롬바르도         | 밀라노도         | 브론즈   |
| 보촐로                           | 보촐로                 | 만토바도         | 브론즈   |
| 브렌나-알차테                    | 브렌나                 | 코모도           | 브론즈   |
| 브레시아                         | 브레시아               | 브레시아도       | 골드     |
| 브레사나 아르지네                | 브레사나 보타로네      | 파비아도         | 브론즈   |
| 브레사나 보타로네                | 브레사나보타로네       | 파비아도         | 실버     |
| 브로니                           | 브로니                 | 파비아도         | 실버     |
| 부스토 아르시치오                | 부스토아르시치오       | 바레세도         | 실버     |
| 부타파바                         | 아르코레 (카비안카)    | 몬차에브리안차도 | 브론즈   |
| 칼초                             | 치비다테알피아노       | 베르가모도       | 브론즈   |
| 칼데                             | 카스텔베카나           | 바레세도         | 브론즈   |
| 칼롤치오코르테-올지나테          | 칼롤치오코르테         | 레코도           | 실버     |
| 칼루스코                         | 칼루스코다다           | 베르가모도       | 실버     |
| 칼비사노                         | 칼비사노               | 브레시아도       | 브론즈   |
| 캄나고-렌타테                    | 렌타테술세베소         | 밀라노도         | 실버     |
| 칸디아 로멜리나                  | 칸디아로멜리나         | 파비아도         | 브론즈   |
| 카네그라테                       | 카네그라테             | 밀라노도         | 실버     |
| 칸네토 술롤리오                  | 칸네토술롤리오         | 만토바도         | 브론즈   |
| 칸투                             | 칸투                   | 코모도           | 브론즈   |
| 칸투-체르메나테                  | 칸투                   | 코모도           | 실버     |
| 카프랄바                         | 카프랄바               | 크레모나도       | 실버     |
| 카프리올로                       | 카프리올로             | 브레시아도       | 브론즈   |
| 카라테-칼로                      | 카라테브리안차         | 몬차에브리안차도 | 브론즈   |
| 카라바조                         | 카라바조               | 베르가모도       | 실버     |
| 카리마테                         | 카리마테               | 코모도           | 실버     |
| 카르나테-우스마테                | 카르나테               | 몬차에브리안차도 | 실버     |
| 카살부타노                       | 카살부타노             | 크레모나도       | 브론즈   |
| 카살레토 바프리오                | 카살레토바프리오       | 크레모나도       | 브론즈   |
| 카살마조레                       | 카살마조레             | 크레모나도       | 실버     |
| 카살푸스테를렌고                 | 카살푸스테를렌고       | 로디도           | 실버     |
| 카슬레토-로제노                  | 로제노                 | 레코도           | 브론즈   |
| 카소라테 셈피오네                | 카소라테셈피오네       | 바레세도         | 브론즈   |
| 카사고-니비온노-불차고           | 카사고브리안차         | 레코도           | 브론즈   |
| 카사노 다다                      | 카사노다다             | 밀라노도         | 실버     |
| 카스테조                         | 카스테조               | 파비아도         | 브론즈   |
| 카스텔 다리오                    | 카스텔다리오           | 만토바도         | 브론즈   |
| 카스텔레오네                     | 카스텔레오네           | 크레모나도       | 실버     |
| 카스텔루키오                     | 카스텔루키오           | 만토바도         | 브론즈   |
| 카스티오네 안데벤노              | 카스티오네안데벤노     | 손드리오도       | 브론즈   |
| 카스트론노                       | 카스트론노             | 바레세도         | 실버     |
| 카바-카르보나라                  | 카바마나라             | 파비아도         | 브론즈   |
| 카바 티고치                      | 카바티고치             | 크레모나도       | 브론즈   |
| 카바리아-오조나-이에라고         | 카바리아               | 바레세도         | 실버     |
| 체르누스코-메라테                | 체르누스코롬바르도네   | 레코도           | 실버     |
| 체르토사 디 파비아               | 체르토사디파비아       | 파비아도         | 실버     |
| 체사노 보스코네                  | 체사노보스코네         | 밀라노도         | 실버     |
| 키아리                           | 키아리                 | 브레시아도       | 실버     |
| 키아벤나                         | 키아벤나               | 손드리오도       | 실버     |
| 키뇰로 포                        | 키뇰로포               | 파비아도         | 브론즈   |
| 키우두노                         | 키우두노               | 베르가모도       | 브론즈   |
| 키우로                           | 키우로                 | 손드리오도       | 브론즈   |
| 치사노-카프리노 베르가마스코     | 치사노베르가마스코     | 베르가모도       | 실버     |
| 치바테                           | 치바테                 | 레코도           | 브론즈   |
| 코칼리오                         | 코칼리오               | 브레시아도       | 실버     |
| 코도뇨                           | 코도뇨                 | 로디도           | 실버     |
| 콜리코                           | 콜리코                 | 레코도           | 실버     |
| 콜로녜                           | 콜로녜                 | 브레시아도       | 브론즈   |
| 코모 산 조반니                   | 코모                   | 코모도           | 골드     |
| 코르베타-산토 스테파노 티치노    | 코르베타               | 밀라노도         | 실버     |
| 코르시코                         | 코르시코               | 밀라노도         | 실버     |
| 코르테올로나                     | 코르테올로나           | 파비아도         | 브론즈   |
| 코시오-트라오나                  | 코시오발텔리노         | 손드리오도       | 브론즈   |
| 코스타 마스나가                  | 코스타마스나가         | 레코도           | 브론즈   |
| 코초                             | 코초                   | 파비아도         | 브론즈   |
| 크레마                           | 크레마                 | 크레모나도       | 실버     |
| 크레모나                         | 크레모나               | 크레모나도       | 골드     |
| 쿠치아고                         | 쿠치아고               | 코모도           | 브론즈   |
| 델레비오                         | 델레비오               | 손드리오도       | 브론즈   |
| 데르비오                         | 데르비오               | 레코도           | 브론즈   |
| 데센차노델가르다-시르미오네      | 데센차노델가르다       | 브레시아도       | 골드     |
| 데시오                           | 데시오                 | 몬차에브리안차도 | 실버     |
| 도리오                           | 도리오                 | 레코도           | 브론즈   |
| 두비노                           | 두비노                 | 손드리오도       | 브론즈   |
| 페레라로멜리나                   | 페레라에르보뇨네       | 파비아도         | 브론즈   |
| 피우멜라테                       | 피우멜라테             | 레코도           | 브론즈   |
| 가자노                           | 가자노                 | 밀라노도         | 실버     |
| 갈라라테                         | 갈라라테               | 바레세도         | 골드     |
| 감볼로레몬도                     | 감볼로                 | 파비아도         | 브론즈   |
| 가를라스코                       | 가를라스코             | 파비아도         | 브론즈   |
| 가차다-스키안노-모라초네         | 가차다스키안노         | 바레세도         | 실버     |
| 가초디비가렐로                   | 가초디비가렐로         | 만토바도         | 브론즈   |
| 가초-피에베산자코모              | 피에베산자코모         | 크레모나도       | 브론즈   |
| 게디                             | 게디                   | 브레시아도       | 브론즈   |
| 곤차가레졸로                     | 곤차가                 | 만토바도         | 브론즈   |
| 그로펠로카이롤리                 | 그로펠로카이롤리       | 파비아도         | 브론즈   |
| 그루멜로델몬테                   | 그루멜로델몬테         | 베르가모도       | 실버     |
| 인두노올로나                     | 인두노올로나           | 바레세도         | 실버     |
| 이스프라                         | 이스프라               | 바레세도         | 브론즈   |
| 람브리니아                       | 람브리니아             | 파비아도         | 브론즈   |
| 라베노-몸벨로                    | 라베노                 | 바레세도         | 실버     |
| 레코                             | 레코                   | 레코도           | 골드     |
| 레코 마자니코                    | 레코                   | 레코도           | 실버     |
| 레주노-몬발레                    | 레주노                 | 바레세도         | 브론즈   |
| 레냐노                           | 레냐노                 | 밀라노도         | 실버     |
| 레스모                           | 레스모                 | 몬차에브리안차도 | 브론즈   |
| 레바타                           | 쿠르타토네             | 만토바도         | 브론즈   |
| 레바테                           | 레바테                 | 베르가모도       | 실버     |
| 리에르나                         | 리에르나               | 레코도           | 브론즈   |
| 리소네-무지오                    | 리소네                 | 몬차에브리안차도 | 실버     |
| 로카테 트리울치                  | 로카테디트리울치       | 밀라노도         | 실버     |
| 로디도                           | 로디도                 | 로디도           | 골드     |
| 로멜로                           | 로멜로                 | 파비아도         | 브론즈   |
| 로나토                           | 로나토                 | 브레시아도       | 브론즈   |
| 루이노                           | 루이노                 | 바레세도         | 실버     |
| 룽가빌라                         | 룽가빌라               | 파비아도         | 실버     |
| 마케리오-카노니카                | 마케리오               | 몬차에브리안차도 | 브론즈   |
| 마케리오-소비코                  | 마케리오               | 몬차에브리안차도 | 브론즈   |
| 마디냐노                         | 마디냐노               | 크레모나도       | 브론즈   |
| 마젠타                           | 마젠타                 | 밀라노도         | 실버     |
| 말레오                           | 말레오                 | 로디도           | 브론즈   |
| 만델로델라리오                   | 만델로델라리오         | 레코도           | 실버     |
| 마네르비오                       | 마네르비오             | 브레시아도       | 실버     |
| 만토바                           | 만토바                 | 만토바도         | 골드     |
| 만토바 프라시네                  | 만토바                 | 만토바도         | 브론즈   |
| 마르카리아                       | 마르카리아             | 만토바도         | 브론즈   |
| 메데                             | 메데                   | 파비아도         | 브론즈   |
| 멜레냐노                         | 멜레냐노               | 밀라노도         | 실버     |
| 멜초                             | 멜초                   | 밀라노도         | 실버     |
| 메로네                           | 메로네                 | 코모도           | 브론즈   |
| 밀라노 카도르나                  | 밀라노                 | 밀라노도         | 골드     |
| 밀라노 첸트랄레                  | 밀라노                 | 밀라노도         | 플래티넘 |
| 밀라노 체르토사                  | 밀라노                 | 밀라노도         | 실버     |
| 밀라노 다테오                    | 밀라노                 | 밀라노도         | 실버     |
| 밀라노 그레코 피렐리             | 밀라노                 | 밀라노도         | 골드     |
| 밀라노 람브라테                  | 밀라노                 | 밀라노도         | 골드     |
| 밀라노 란체티                    | 밀라노                 | 밀라노도         | 실버     |
| 밀라노 포르타 가리발디           | 밀라노                 | 밀라노도         | 플래티넘 |
| 밀라노 포르타 제노바             | 밀라노                 | 밀라노도         | 실버     |
| 밀라노 포르타 로마나             | 밀라노                 | 밀라노도         | 실버     |
| 밀라노 포르타 베네치아           | 밀라노                 | 밀라노도         | 실버     |
| 밀라노 포르타 비토리아           | 밀라노                 | 밀라노도         | 실버     |
| 밀라노 레푸블리카                | 밀라노                 | 밀라노도         | 실버     |
| 밀라노 로고레도                  | 밀라노                 | 밀라노도         | 골드     |
| 밀라노 로몰로                    | 밀라노                 | 밀라노도         | 실버     |
| 밀라노 산 크리스토포로           | 밀라노                 | 밀라노도         | 실버     |
| 밀라노 빌라피초네                | 밀라노                 | 밀라노도         | 실버     |
| 미라돌로테르메                   | 미라돌로테르메         | 파비아도         | 브론즈   |
| 모이아나                         | 모이아나               | 코모도           | 브론즈   |
| 몰테노                           | 몰테노                 | 레코도           | 실버     |
| 몬텔로-고를라고                  | 몬텔로                 | 베르가모도       | 실버     |
| 몬티로네                         | 몬티로네               | 브레시아도       | 브론즈   |
| 몬차                             | 몬차                   | 몬차에브리안차도 | 골드     |
| 몬차 소보르기                    | 몬차                   | 몬차에브리안차도 | 브론즈   |
| 모르베뇨                         | 모르베뇨               | 손드리오도       | 실버     |
| 모렌고-바리아노                  | 바리아노               | 베르가모도       | 실버     |
| 모르나고-침브로                  | 모르나고               | 바레세도         | 브론즈   |
| 모르타라                         | 모르타라               | 파비아도         | 실버     |
| 모타산다미아노                   | 모타산다미아노         | 파비아도         | 브론즈   |
| 니코르보                         | 니코르보               | 파비아도         | 브론즈   |
| 노바테메촐라                     | 노바테메촐라           | 손드리오도       | 브론즈   |
| 오조노                           | 오조노                 | 레코도           | 실버     |
| 올초                             | 올초                   | 레코도           | 브론즈   |
| 올레바노                         | 올레바노               | 파비아도         | 브론즈   |
| 올자테-칼코-브리비오             | 올자테몰고라           | 레코도           | 실버     |
| 올메네타                         | 올메네타               | 크레모나도       | 브론즈   |
| 오리오리타                       | 오리오리타             | 로디도           | 브론즈   |
| 오스나고                         | 오스나고               | 레코도           | 브론즈   |
| 오스페달레토로디자노             | 오스페달레토로디자노   | 로디도           | 브론즈   |
| 오스피탈레토만토바노             | 오스피탈레토만토바노   | 만토바도         | 브론즈   |
| 오스피탈레토-트라발리아토        | 오스피탈레토           | 브레시아도       | 실버     |
| 오스틸리아                       | 오스틸리아             | 만토바도         | 브론즈   |
| 파데르노-로비아테                | 파데르노다다           | 레코도           | 브론즈   |
| 팔라촐로술롤리오                 | 팔라촐로술롤리오       | 브레시아도       | 실버     |
| 팔레스트로                       | 팔레스트로             | 파비아도         | 브론즈   |
| 팔리다노                         | 팔리다노               | 만토바도         | 브론즈   |
| 파라비아고                       | 파라비아고             | 밀라노도         | 실버     |
| 파라티코                         | 파라티코               | 브레시아도       | 브론즈   |
| 파로나 로멜리나                  | 파로나                 | 파비아도         | 실버     |
| 파비아                           | 파비아                 | 파비아도         | 골드     |
| 파비아 포르타 가리발디           | 파비아                 | 파비아도         | 브론즈   |
| 피아데나                         | 피아데나               | 크레모나도       | 실버     |
| 피에베알비뇰라                   | 피에베알비뇰라         | 파비아도         | 브론즈   |
| 피에베에마누엘레                 | 피에베에마누엘레       | 밀라노도         | ?        |
| 피나롤로포                       | 피나롤로포             | 파비아도         | 브론즈   |
| 피올텔로-리미토                  | 피올텔로               | 밀라노도         | 실버     |
| 피오나                           | 피오나                 | 레코도           | 브론즈   |
| 피치게토네                       | 피치게토네             | 크레모나도       | 브론즈   |
| 포조루스코                       | 포조루스코             | 만토바도         | 실버     |
| 포지리덴티-트레시비오-피아테다   | 포지리덴티             | 손드리오도       | 브론즈   |
| 폰테 다다                        | 피치게토네             | 크레모나도       | 브론즈   |
| 폰테인발텔리나                   | 폰테인발텔리나         | 손드리오도       | 브론즈   |
| 폰테 산 마르코-칼치나토          | 칼치나토               | 브레시아도       | 브론즈   |
| 폰테산피에트로                   | 폰테산피에트로         | 베르가모도       | 실버     |
| 폰티다                           | 폰티다                 | 베르가모도       | 브론즈   |
| 포르토체레시오                   | 포르토체레시오         | 바레세도         | 실버     |
| 포르토발트라발리아               | 포르토발트라발리아     | 바레세도         | 브론즈   |
| 포추올로마르테사나               | 포추올로마르테사나     | 밀라노도         | 실버     |
| 프라타캄포르타초                 | 프라타캄포르타초       | 손드리오도       | 브론즈   |
| 프레냐나밀라네세                 | 프레냐나밀라네세       | 밀라노도         | 실버     |
| 레메델로 소프라                  | 레메델로               | 브레시아도       | 브론즈   |
| 레메델로 소토                    | 레메델로               | 브레시아도       | 브론즈   |
| 레나테-베두조                    | 레나테                 | 몬차에브리안차도 | 브론즈   |
| 로                               | 로                     | 밀라노도         | 실버     |
| 로 피에라                        | 로                     | 밀라노도         | 실버     |
| 로비오                           | 로비오                 | 파비아도         | 실버     |
| 로베코-폰테비코                  | 로베코돌리오           | 크레모나도       | 브론즈   |
| 로마노                           | 로마노디롬바르디아     | 베르가모도       | 실버     |
| 로마노레                         | 로마노레               | 만토바도         | 브론즈   |
| 로바토                           | 로바토                 | 브레시아도       | 실버     |
| 로베르벨라                       | 로베르벨라             | 만토바도         | 브론즈   |
| 산탄토니오 만토바노              | 포르토만토바노         | 만토바도         | 브론즈   |
| 산카시아노발키아벤나             | 산카시아노발키아벤나   | 손드리오도       | 브론즈   |
| 산타크리스티나에비소네           | 산타크리스티나에비소네 | 파비아도         | 브론즈   |
| 산도나토밀라네세                 | 산도나토밀라네세       | 밀라노도         | 브론즈   |
| 산자코모디텔리오                 | 산자코모디텔리오       | 손드리오도       | 브론즈   |
| 산조반니인크로체                 | 산조반니인크로체       | 크레모나도       | 브론즈   |
| 산타줄레타                       | 산타줄레타             | 파비아도         | 브론즈   |
| 산줄리아노밀라네세               | 산줄리아노밀라네세     | 밀라노도         | 실버     |
| 산마르티노시코마리오-카바 마나라 | 산마르티노시코마리오   | 파비아도         | 실버     |
| 산미켈레인보스코                 | 산미켈레인보스코       | 만토바도         | 브론즈   |
| 산피에트로베르벤노               | 산피에트로베르벤노     | 손드리오도       | 브론즈   |
| 산토스테파노로디자노             | 산토스테파노로디자노   | 로디도           | 브론즈   |
| 산체노-폴차노                    | 산체노나빌리오         | 브레시아도       | 브론즈   |
| 산체노네알람브로                 | 산체노네알람브로       | 밀라노도         | 실버     |
| 사이라노                         | 사이라노               | 파비아도         | 브론즈   |
| 사이라노-치나스코                | 치나스코               | 파비아도         | 브론즈   |
| 살라 알 바로-갈비아테            | 갈비아테               | 레코도           | 브론즈   |
| 사몰라코                         | 사몰라코               | 손드리오도       | 브론즈   |
| 산자노                           | 산자노                 | 바레세도         | 브론즈   |
| 산나차로                         | 산나차로데부르곤디     | 파비아도         | 실버     |
| 사르티라나                       | 사르티라나로멜리나     | 파비아도         | 브론즈   |
| 세쿠냐고                         | 세쿠냐고               | 로디도           | 실버     |
| 세그라테                         | 세그라테               | 밀라노도         | 실버     |
| 세레뇨                           | 세레뇨                 | 몬차에브리안차도 | 실버     |
| 세리아테                         | 세리아테               | 베르가모도       | 실버     |
| 세스토칼렌데                     | 세스토칼렌데           | 바레세도         | 실버     |
| 세스토산조반니                   | 세스토산조반니         | 밀라노도         | 실버     |
| 솜마롬바르도                     | 솜마롬바르도           | 바레세도         | 실버     |
| 손드리오                         | 손드리오               | 손드리오도       | 골드     |
| 소레시나                         | 소레시나               | 크레모나도       | 실버     |
| 스테차노                         | 스테차노               | 베르가모도       | 실버     |
| 스트라델라                       | 스트라델라             | 파비아도         | 실버     |
| 수차라                           | 수차라                 | 만토바도         | 실버     |
| 타이노-안제라                    | 타이노                 | 바레세도         | 브론즈   |
| 탈라모나                         | 탈라모나               | 손드리오도       | 브론즈   |
| 타바차노                         | 타바차노               | 로디도           | 실버     |
| 테르나테-바라노 보르기           | 테르나테               | 바레세도         | 브론즈   |
| 테르노                           | 테르노디솔라           | 베르가모도       | 실버     |
| 티라노                           | 티라노                 | 손드리오도       | 실버     |
| 토레데피체나르디                 | 토레데피체나르디       | 크레모나도       | 브론즈   |
| 토레베레티                       | 토레베레티             | 파비아도         | 브론즈   |
| 트라베도나-비안드론노            | 트라베도나             | 바레세도         | 브론즈   |
| 트레첼라                         | 트레첼라               | 밀라노도         | 실버     |
| 트레센다-아프리카-텔리오         | 텔리오                 | 손드리오도       | 브론즈   |
| 트레빌리오                       | 트레빌리오             | 베르가모도       | 골드     |
| 트레빌리오 오베스트              | 트레빌리오             | 베르가모도       | 실버     |
| 트레차노술나빌리오               | 트레차노술나빌리오     | 밀라노도         | 실버     |
| 트리우조-폰테 알비아테           | 트리우조               | 몬차에브리안차도 | 실버     |
| 트로멜로                         | 트로멜로               | 파비아도         | 브론즈   |
| 발레로멜리나                     | 발레로멜리나           | 파비아도         | 브론즈   |
| 발마드레라                       | 발마드레라             | 레코도           | 브론즈   |
| 반차고-폴리아노                  | 반차고                 | 밀라노도         | 실버     |
| 바렌나-에시노-페를레도           | 페를레도               | 레코도           | 실버     |
| 바레세                           | 바레세                 | 바레세도         | 골드     |
| 베르체이아                       | 베르체이아             | 손드리오도       | 브론즈   |
| 베르쿠라고-산 지롤라모           | 베르쿠라고             | 레코도           | 브론즈   |
| 베르델로-달미네                  | 베르델로               | 베르가모도       | 실버     |
| 베르자테                         | 베르자테               | 바레세도         | 실버     |
| 베롤라누오바                     | 베롤라누오바           | 브레시아도       | 실버     |
| 비아다나브레시아나               | 비아다나브레시아나     | 브레시아도       | 브론즈   |
| 비달렌고                         | 비달렌고               | 베르가모도       | 브론즈   |
| 비제바노                         | 비제바노               | 파비아도         | 실버     |
| 비냐테                           | 비냐테                 | 밀라노도         | 실버     |
| 빌라디티라노                     | 빌라디티라노           | 손드리오도       | 브론즈   |
| 빌라라베리오                     | 빌라라베리오           | 몬차에브리안차도 | 실버     |
| 빌라마조레                       | 빌라마조레             | 밀라노도         | 실버     |
| 빌라노바다르덴기                 | 빌라노바다르덴기       | 파비아도         | 브론즈   |
| 빌라산타                         | 빌라산타               | 몬차에브리안차도 | 실버     |
| 빌레타 말라니노                  | 말라니노               | 크레모나도       | 브론즈   |
| 비사노                           | 비사노                 | 브레시아도       | 브론즈   |
| 비투오네-아를루노                | 비투오네               | 밀라노도         | 실버     |
| 보게라                           | 보게라                 | 파비아도         | 골드     |
| 치나스코 누오보                  | 치나스코               | 파비아도         | 브론즈   |

## 페로비에노르드 소속
| 역명                            | 도시               | 도               |
| ------------------------------- | ------------------ | ---------------- |
| 아로시오                        | 아로시오           | 코모도           |
| 바라소-코메리오                 | 바라소             | 바레세도         |
| 볼라테 첸트로                   | 볼라테             | 밀라노도         |
| 볼라테 노르드                   | 볼라테             | 밀라노도         |
| 보비시오 마시아고-몸벨로        | 보비시오마시아고   | 몬차에브리안차도 |
| 부스토아르시치오 노르드         | 부스토아르시치오   | 바레세도         |
| 카비아테                        | 카비아테           | 코모도           |
| 카도라고                        | 카도라고           | 코모도           |
| 칸초                            | 칸초               | 코모도           |
| 칸초-아소                       | 칸초               | 코모도           |
| 카론노페르투셀라                | 카론노페르투셀라   | 바레세도         |
| 카루고-주사노                   | 카루고             | 코모도           |
| 카슬리노 알 피아노              | 카도라고           | 코모도           |
| 카슬리노데르바                  | 카슬리노데르바     | 코모도           |
| 카스타노프리모                  | 카스타노프리모     | 밀라노도         |
| 카스텔란차                      | 카스텔란차         | 바레세도         |
| 체리아노라게토-그로아네         | 체리아노라게토     | 몬차에브리안차도 |
| 체리아노라게토-솔라로           | 체리아노라게토     | 몬차에브리안차도 |
| 체사노마데르노                  | 체사노마데르노     | 몬차에브리안차도 |
| 체사노마데르노-그로아네         | 체사노마데르노     | 몬차에브리안차도 |
| 체사테                          | 체사테             | 밀라노도         |
| 치슬라고                        | 치슬라고           | 바레세도         |
| 치틸리오                        | 치틸리오           | 바레세도         |
| 코퀴오트레비사고                | 코퀴오트레비사고   | 바레세도         |
| 코모 보르기                     | 코모               | 코모도           |
| 코모 카메를라타                 | 코모               | 코모도           |
| 코모 라고                       | 코모               | 코모도           |
| 코르마노-쿠사노 밀라니노        | 코르마노           | 밀라노도         |
| 에르바                          | 에르바             | 코모도           |
| 페르노-로나테 포촐로            | 페르노             | 밀라노도         |
| 피노모르나스코                  | 피노모르나스코     | 코모도           |
| 가르바냐테 파르코 델레 그로아네 | 가르바냐테밀라네세 | 밀라노도         |
| 가르바냐테 밀라네세             | 가르바냐테밀라네세 | 밀라노도         |
| 가비라테                        | 가비라테           | 바레세도         |
| 가비라테 베르바노               | 가비라테           | 바레세도         |
| 제모니오                        | 제모니오           | 바레세도         |
| 제렌차노-투라테                 | 제렌차노           | 바레세도         |
| 그란다테-브레차                 | 그란다테           | 코모도           |
| 인베리고                        | 인베리고           | 코모도           |
| 람브루고-루라고                 | 람브루고           | 코모도           |
| 라베노몸벨로 노르드             | 라베노몸벨로       | 바레세도         |
| 리도 디 투르비고                | 투르비고           | 밀라노도         |
| 로카테바레시노-카르보나테       | 로카테바레시노     | 코모도           |
| 로마초                          | 로마초             | 코모도           |
| 말나테                          | 말나테             | 바레세도         |
| 말펜사 아에로포르토 테르미날 1  | 밀라노-말펜사 공항 | 바레세도         |
| 말펜사 아에로포르토 테르미날 2  | 밀라노-말펜사 공항 | 바레세도         |
| 마리아노코멘세                  | 마리아노코멘세     | 코모도           |
| 메다                            | 메다               | 몬차에브리안차도 |
| 메로네                          | 메로네             | 코모도           |
| 밀라노 아포리                   | 밀라노             | 밀라노도         |
| 밀라노 브루차노                 | 밀라노             | 밀라노도         |
| 밀라노 카도르나                 | 밀라노             | 밀라노도         |
| 밀라노 도모도솔라               | 밀라노             | 밀라노도         |
| 밀라노 노르드 보비사            | 밀라노             | 밀라노도         |
| 밀라노 콰르토 오자로            | 밀라노             | 밀라노도         |
| 모로솔로-카시아고               | 카시아고           | 바레세도         |
| 모차테                          | 모차테             | 코모도           |
| 노바테 밀라네세                 | 노바테 밀라네세    | 밀라노도         |
| 파데르노두냐노                  | 파데르노두냐노     | 밀라노도         |
| 팔라촐로 밀라네세               | 파데르노두냐노     | 밀라노도         |
| 폰테람브로-카스텔마르테         | 폰테람브로         | 코모도           |
| 포르티케토-루이사고             | 루이사고           | 코모도           |
| 레스칼디나                      | 레스칼디나         | 밀라노도         |
| 로벨라스카-마네라               | 로벨라스카         | 코모도           |
| 로벨로포로                      | 로벨로포로         | 코모도           |
| 사론노                          | 사론노             | 바레세도         |
| 사론노 수드                     | 사론노             | 바레세도         |
| 세베소                          | 세베소             | 몬차에브리안차도 |
| 세베소-바루카나                 | 세베소             | 몬차에브리안차도 |
| 트라다테                        | 트라다테           | 바레세도         |
| 트라다테-아비아테 구아초네      | 트라다테           | 바레세도         |
| 투르비고                        | 투르비고           | 밀라노도         |
| 반차겔로-마냐고                 | 반차겔로           | 밀라노도         |
| 바레도                          | 바레도             | 몬차에브리안차도 |
| 바레세 카스베노                 | 바레세             | 바레세도         |
| 바레세 노르드                   | 바레세             | 바레세도         |
| 베다노올로나                    | 베다노올로나       | 바레세도         |
| 베네고노인페리오레              | 베네고노인페리오레 | 바레세도         |
| 베네고노수페리오레-카스틸리오네 | 베네고노수페리오레 | 바레세도         |

## 같이 보기
- 이탈리아의 철도
- 페로비에 델로 스타토